# Biding
Biding település Franciaországban, Moselle megyében. Lakosainak száma 339 fő (2022. január 1.). Biding Macheren, Barst, Cappel, Guenviller, Lachambre, Laning, Maxstadt és Vahl-Ebersing községekkel határos.

## Népesség
A település népességének változása:
| Lakosok száma | 186  | 225  | 284  | 313  | 313  | 328  | 324  | 331  | 334  | 339  |
|               | 1968 | 1982 | 1990 | 2006 | 2013 | 2015 | 2017 | 2019 | 2020 | 2022 |